# NGC 2061
NGC 2061 is een open sterrenhoop in het sterrenbeeld Duif. Het hemelobject werd op 9 januari 1836 ontdekt door de Britse astronoom John Herschel.

## Synoniemen
- ESO 363-**16